# 三堀将
三堀 将（みほり しょう、1910年2月14日 - 1996年10月7日）は、日本のジャーナリスト、囲碁観戦記者、囲碁ライター。読売新聞社新聞監査委員長、報知新聞社副社長を歴任。

## 略歴
神奈川県出身。本名は将(ただし)。他の筆名は丘目山人(おかめ-さんじん)。
旧制静岡高等学校卒業。東京帝国大学経済学部卒業。1932年、読売新聞社に入社して囲碁担当となる。1938年から3年間、覆面子(4代目)の名で囲碁観戦記を執筆。呉清源対木谷実の「打ち込み十番碁」を取材するなど活躍。
戦後、出版部長、特信部長、新聞監査委員長などを経て1963年、報知新聞副社長。
1967年に辞任してフリーの囲碁ライターとして読売新聞社主催の棋聖戦などで健筆を振るい、囲碁界のご意見番的存在だった。また、1968年、秋葉原ラジオ会館に入り、取締役、のち監査役となる。
1988年、大倉喜七郎賞を受賞。1993年、日本囲碁ジャーナリストクラブ賞を受賞。囲碁に関する著書のほか、観戦記を集めた「三堀將　名勝負名観戦記」（誠文堂新光社）がある。
ナダレ定石の命名者。また、新聞囲碁欄で、２日目以降に、その日以前の石に番号を書かないのは、三堀がはじめたとされる。

## 著作

### 単著
- この手ご用心 丘目山人 著 囲碁春秋社
- 続・この手ご用心 丘目山人 著 囲碁春秋社 1957
- 碁の勝ち方・楽しみ方 丘目山人 著 ベースボール・マガジン社 1959
- 続々 この手ご用心 丘目山人 著 囲碁春秋社 1959
- 楽しい囲碁心理学 三堀将 著 日本棋院 1974 (ゴ・スーパーブックス)
- 黒白縦横 三堀将 著 東京書籍 1979 (東書選書 ; 47)
- 囲碁万華鏡 三堀将 著 大陸書房 1980
- 三堀将 名勝負・名観戦記 誠文堂新光社 1992

### 共著・編著
- 呉清源十番碁集  多賀谷信廼, 三堀将編 読売新聞社 1947
- 呉清源のこの手ご用心シリーズ 呉清源著, 三堀将編 池田書店刊 1971　のち山海堂から新版
- 『呉清源の碁経衆妙』三堀将編集、全4巻、池田書店　1974年
- 日本囲碁大系 第3巻 道策 総編集: 林裕 共著：呉清源、筑摩書房 1975
- 『鬼手・妙手・魔手』 呉清源著、三堀将編集 日本棋院, 1978
- 呉清源打込十番碁全集 第1巻～第5巻 三堀将,山田虎吉 編 講談社 1979
- 定石の考え方―有段者のための集中講義 呉清源著, 三堀将編、ユージン伝 1991